# Alex Bruce (calciatore 1952)
Alex Bruce (Dundee, 23 dicembre 1952) è un ex calciatore scozzese, di ruolo attaccante.

## Carriera
Esordisce tra i professionisti nel 1971 con il Preston N.E., nel campionato di Second Division: gioca in questa categoria fino al gennaio del 1975, realizzandovi 22 reti in 62 presenze. Viene poi ceduto per 150000 sterline al Newcastle Utd, club di prima divisione, dove rimane fino al gennaio del 1975 realizzando 3 reti in 20 partite di campionato; fa quindi ritorno al Preston, nel frattempo retrocesso in terza divisione.
Nella stagione 1977-1978, grazie anche alle 27 reti con cui vince il titolo di capocannoniere del campionato, il club conquista la promozione in seconda divisione, categoria in cui Bruce nelle successive 3 stagioni gioca da titolare, risultando spesso essere il capocannoniere stagionale del club (8 volte in 10 stagioni, considerando anche la sua precedente esperienza nel club). Dal 1981 al 1983, complice la retrocessione maturata nella Second Division 1980-1981, gioca infine in terza divisione. In totale in carriera realizza 157 reti in campionato con il Preston, che fanno di lui il secondo miglior marcatore della storia del club, dietro solamente a Tom Finney.
Si ritira nel 1985, dopo 2 stagioni anonime nel Wigan (43 presenze e 7 reti totali), club di terza divisione in cui lavorava anche come vice allenatore e con cui vince un Football League Trophy nella stagione 1983-1984.

### Nazionale
Nel 1974 ha giocato una partita con la nazionale Under-23 scozzese.

## Palmarès

### Club

#### Competizioni nazionali
- Football League Trophy: 1

Wigan: 1983-1984

#### Competizioni internazionali
- Texaco Cup: 1

Newcastle: 1975

### Individuale
- Capocannoniere della Third Division: 1

1977-1978 (27 reti)